# ریس برن
ریس برن (انگلیسی: Rhys Byrne؛ زادهٔ ۲۴ اوت ۲۰۰۲) بازیکن فوتبال است.